# Паїсій II Константинопольський
Паїсій II Кіумурцоглу ( грец. Παΐσιος Β΄ Κιουμουρτζόγλου, ? – 11 грудня 1756) — чотириразовий Вселенський Константинопольський Патріарх XVIII столітті.

## Життєпис
Паїсій народився в Кесарії, його родинне ім’я було Кіумуртзоглу (турецьке ім’я, поширене переважно серед греків із Каппадокії Караманлі). Ймовірно, він рано переїхав до Стамбула і став митрополитом Нікомідії до 1716 року:186 ймовірно в 1712 р.
Вперше Паїсій був обраний Патріархом Константинопольським 20 листопада 1726 року, в день, коли Каллінік III був знайдений мертвим від серцевого нападу перед його вступом на престол: Паїсій був негайно обраний фракцією, яка раніше обрала Каллініка, щоб запобігти поверненню на престол Єремія III.:47 Перші роки його правління ознаменувалися зіткненнями з фракцією, що скупчилася навколо громади Кесарії, головними представниками якої були Єремія III, а пізніше Неофіт VI, незважаючи на те, що сам Паїсій народився в цьому місті. У 1731 році ця фракція намагалася скинути його з влади та відновити Єремію, але зазнала невдачі. Друга спроба у вересні 1732 була успішною, коли його скинув Єремія III. Коли Єремії згодом довелося піти у відставку через проблеми зі здоров’ям, за ним прийшов патріарх з Нікомедії (Серафим I), а пізніше знову патріарх з Кесарії (Неофіт VI), який правив шість років.
Правління Неофіта VI завершилося рішенням великого візира, який дозволив Паїсію бути повторно призначеним на другий термін у серпні 1740 року. Проте через три роки, у травні 1743 року, Паїсій був скинутий османською владою через фінансові проблеми, а Неофіт VI був відновлений.
Третє правління Паїсія почалося в березні 1744 року, коли він скинув Неофіта. Однак незабаром після цього з’явився новий опонент: митрополит Нікомідійський і майбутній патріарх Кирило V Каракаллос, який висловив скарги проти нього і зміг скинути його 28 вересня 1748 року. Скарги були пов’язані головним чином з фінансовим управлінням Паїсія мілетом, тобто християнською громадською громадою, керованою патріархом: щоб зменшити високі борги, Паїсій збільшив податки, зокрема для мирян, і це викликало його невдоволення.
Четвертий термін Паїсія ІІ був перервою в правлінні Кирила V і почався в останні дні травня 1751 року, коли Кирило був фактично скинутий митрополитами як через його розпорядження про податки, так і через його тверду позицію на користь необхідності відновлення — хрещення навернених вірмен і латинників. Однак Кирила підтримала значна частина населення та демагогічний монах Авксентій, який підбурював заворушення, що завершилися жорстоким нападом на Патріархат і захопленням самого Паїсія. Згодом Паїсій був скинутий, а Кирило V був поновлений на посаді 7 вересня 1752 року після подарунку османській владі 45 000 піастрів.
Після свого четвертого й останнього скинення Паїсій усамітнився в монастирі Камаріотісса на острові Халкі, де й помер 11 грудня 1756 року.